# Blăgești (gmina w okręgu Bacău)
Blăgești – gmina w Rumunii, w okręgu Bacău. Obejmuje miejscowości Blăgești, Buda, Poiana Negustorului, Țârdenii Mari i Valea lui Ion. W 2011 roku liczyła 7080 mieszkańców.